# Компилиране на код
Компилирането на код е процес, при който специална компютърна програма (компилатор) преобразува текстовото съдържание на набор от файлове, съдържащи код, написан на програмен език от високо ниво, като целта е да произведе изпълним от компютъра машинен код.